# Harry Walter (Künstler)

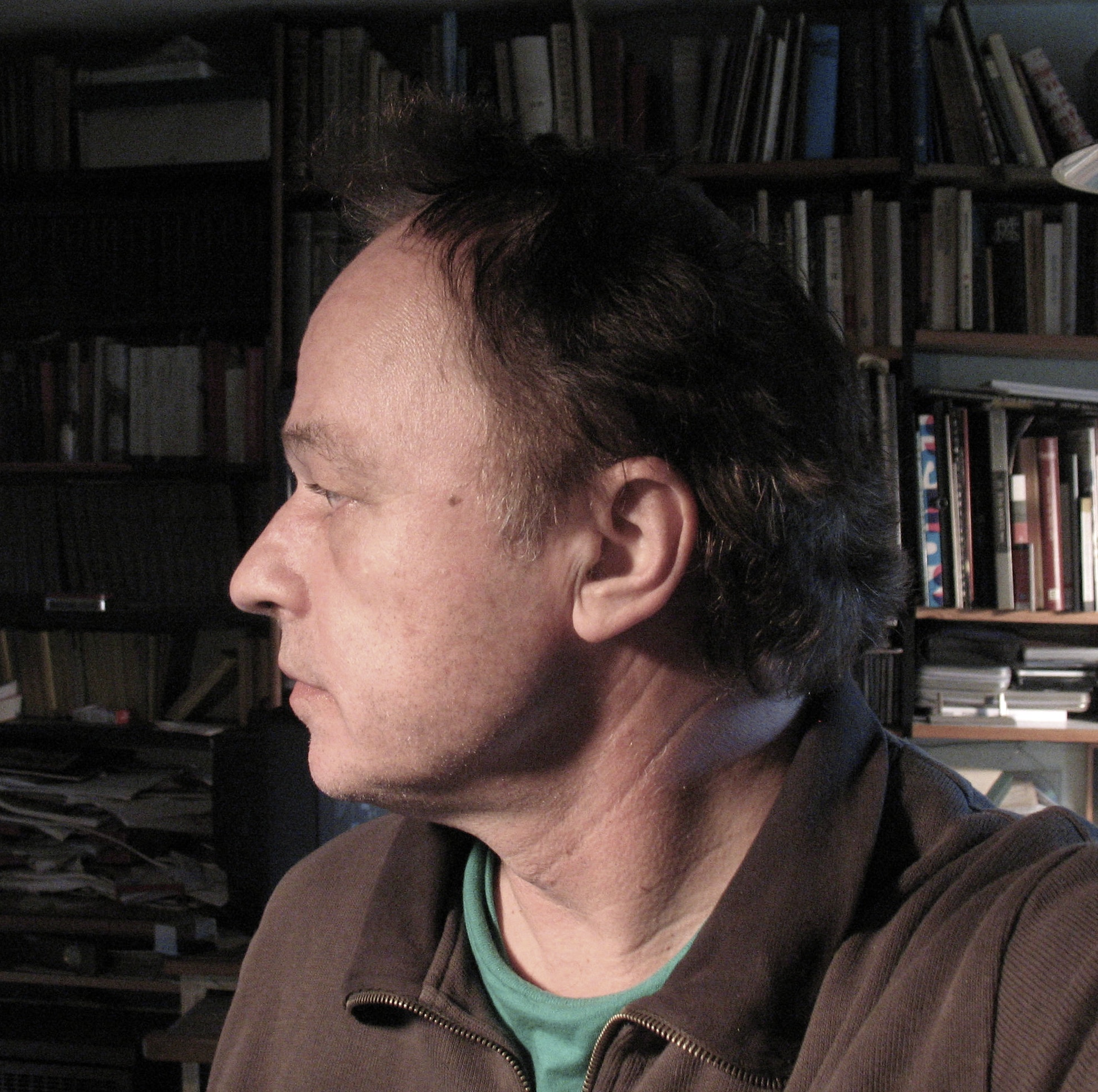
Harry Walter (2019)

Harry Walter (geboren 19. September 1953 in Stuttgart; gestorben 3. September 2024) war ein deutscher Künstler, Autor und Hochschullehrer.

## Leben
Harry Walter studierte von 1972 bis 1980 Philosophie, Germanistik und Kunstgeschichte an der Universität Stuttgart und der Universität Tübingen, u. a. bei Max Bense, Ernst Bloch, Paul Hoffmann, Hans Jürgen Heringer und Dieter Jähnig.
Seit Mitte der 1970er Jahre war Harry Walter als Künstler, Autor und Kunstvermittler tätig und engagierte sich von Beginn an im 1978 gegründeten Künstlerhaus Stuttgart.
Aus der sowohl theoretischen wie praktischen Beschäftigung mit solchen Konzepten wie „Künstlerische Forschung“ und „Kunst als Archiv“ ging 1982 das zusammen mit Ulrich Bernhardt, Gerrit Hoogerbeets und René Straub konzipierte Archiv beider Richtungen hervor, eine künstlerische Produktionsgemeinschaft, die unter dem Namen ABR-Stuttgart als Duo mit René Straub bis 2003 fortgeführt wurde und sich in zahlreichen Ausstellungen, Rauminstallationen, Vorträgen und Publikationen mit der Frage auseinandersetzte, inwiefern kulturelle Entwicklungen zunehmend ornamentale Form annehmen.
Von 1985 bis 1987 arbeitete er als Dozent im Fach Germanistik an der Universität Kanazawa in Japan und nahm danach verschiedene Lehraufträge an staatlichen und privaten Kunsthochschulen wahr, unter anderem an der Akademie der bildenden Künste München (Gastprofessur 2004) und an der ETH Zürich im Rahmen der von Karin Sander bekleideten Professur für Kunst und Architektur (2007–2013). Konstanter Wirkungsort als Lehrkraft war bis 2021 die Hochschule für Kunsttherapie Nürtingen.
Angeregt durch die Debatte um das Großprojekt Stuttgart 21 gründete er 2009 zusammen mit Künstlerfreunden das „Begleitbüro SOUP (Stuttgarter Observatorium urbaner Phänomene)“. Ziel der Gruppe ist es, urbane Prozesse performativ zu begleiten und den Begriff „Stadtmodell“ zu erweitern. So konnte etwa am Beispiel der militärischen Scheinanlage Brasilien der Attrappencharakter von Architektur verhandelt werden. Unter dem Titel Festung der Einsamkeit wird die Ruine einer Modelleisenbahnanlage einer kollektiven Deutungsarbeit unterzogen.
In dem Projekt Waschküche – Stuttgarts Galgenbuckel, das er zusammen mit Stephan Köperl und Sylvia Winkler 2013 initiierte, wurde der längst vergessene Ort, an dem Joseph Süß Oppenheimer 1738 hingerichtet worden war, unter Beteiligung zahlreicher anderer Künstler vier Jahre lang einem öffentlichen Wiederaneignungsprozess ausgesetzt.

## Auszeichnungen
- 2013: Friedlieb-Ferdinand-Runge-Preis für unkonventionelle Kunstvermittlung von der Stiftung Preußische Seehandlung[6]

## Ausstellungen, Ausstellungsbeteiligungen und Projekte (Auswahl)
- Mythen der Zukunft, Galerie Grita Insam, Palais Attems, Graz (ABR Stuttgart), 1983
- Kunstlandschaft BRD, Frankfurter Kunstverein, Frankfurt und Württembergischer Kunstverein, Stuttgart (ABR Stuttgart), 1984
- Décor de la vie / Roba avanguardista, Württembergischer Kunstverein Stuttgart, 1986
- Vor zehn Jahren: Schicksal und Episode. Installation in der Reihe „Zwölf Ausstellungen“. Künstlerhaus Stuttgart, 1989
- Hotel Carlton Palace, Chambre 763, Paris (ABR Stuttgart), 1993
- Vorübergehende Sammlung, Städtische Galerie Göppingen (ABR Stuttgart), 1994
- Eins zu eins: Text/Foto-Beitrag zur Documenta X in documents 2, 1997
- Vollkommen gewöhnlich, Kunstvereine Freiburg, Nürnberg, Braunschweig, Kiel, Gera (ABR Stuttgart), 1999
- Ornament und Versprechen, Galerie der Stadt Stuttgart (ABR Stuttgart), 2001
- ZBO-SdM052004, Beitrag, Bundeskunsthalle Bonn (ABR Stuttgart), 2004
- Eichmann, Fleischmann, Neckermann. Beitrag zu „After Images“. Neues Museum Weserburg Bremen, 2004
- Der Mutterkompass. Beitrag zur Ausstellung Heimat. Kunsthalle Mannheim, 2011
- Scheinanlage Brasilien, Museum im Klosterhof, Lauffen am Neckar (Begleitbüro SOUP), 2011
- Projekt Waschküche: Stuttgarts Galgenbuckel (mit Stephan Köperl und Sylvia Winkler), 2013–2017
- Die Maschine von Günther B. Beitrag zu „Fünfzig Zigarren für das Licht der Zukunft“. Schloss Untergröningen, 2016

## Schriften (Auswahl)
- Kopf und Schweif, 35 Kometenbruchstücke. edition rot, Stuttgart 1992, ISBN 3-87451-049-2.
- Max Bense in Stuttgart. Deutsches Literaturarchiv, Marbach 1994, ISBN 3-929146-25-8.
- Eins zu eins. Ein Fotoalbum zum Wiederaufbau Deutschlands. In: Harald Welzer (Hrsg.): Das Gedächtnis der Bilder. Ästhetik und Nationalsozialismus. edition diskord, Tübingen 1995, ISBN 3-89295-590-5.
- Zur Topographie des Ernstfalls – Ein Bilddiskurs. In: P. Sinapius, A. Niemann: Das Dritte in Kunst und Therapie. (= Wissenschaftliche Grundlagen der Kunsttherapie. Band 4). Verlag Peter Lang, Frankfurt am Main 2011, ISBN 978-3-631-61542-3.
- Drei Bewegungsmodelle. In: Doris Titze, Thomas Hellinger (Hrsg.): Zeichen setzen im Bild. Jede Linie ist eine Weltachse. Hochschule für Bildende Künste Dresden, 2012.
- Jeans meets Khaki. In: Katharina Hohmann, Katharina Tietze (Hrsg.): Denimpop – Jeansdinge lesen. Merve, Berlin 2013.
- Elf Reflexionen. In: Wolfgang Ullrich (Hrsg.): Über das Morgen hinaus. Katalogbuch zur Quadriennale Düsseldorf, 2014. E.A. Seemann, Leipzig 2014, ISBN 978-3-86502-322-3.
- Max Bense als Zeichner seiner Zeichen. In: Jonnie Döbele: Max Bense 6.12.76, 18.15 – 19.20h Aufnahmen vom Hörsaalsitz. Walther König, Köln 2015, ISBN 978-3-86335-756-6.
- Von Januar 2016 bis Dezember 2017 veröffentlichte Harry Walter in der Zeitschrift Merkur jeden Monat eine Kolumne zu Fotofundstücken.[7]
- Bilder knistern. 24 Essays. Mit einem Nachwort von Christian Demand, Schlaufen-Verlag, Berlin 2022,  ISBN 978-3-98761-001-1.

Unter der Autorschaft ABR-Stuttgart (zusammen mit René Straub) sind erschienen:
- Zwischen Eis und Süden. Auf den Spuren von Nietzsche und Segantini. Vexer Verlag, St. Gallen 1994, ISBN 3-909090-16-8. (renestraub.net)
- Générateurs Modèles / Musterbrüter. Raum Editions, Lyon 1988, ISBN 2-907667-00-9. (renestraub.net)
- Ornament und Versprechen. Hrsg. Johann-Karl Schmidt. quantum books, Stuttgart 2001, ISBN 3-935293-12-7. renestraub.net